# Serie A2 2021-2022 (pallanuoto maschile)
La Serie A2 2021-2022 è stata la 38ª edizione di questo torneo, che dal 1984-1985 rappresenta il secondo livello del campionato italiano maschile di pallanuoto.
Il campionato era diviso in due fasi. La prima fase con gare di andata e ritorno è stata disputata a partire dal 13 novembre 2021 e si è conclusa il 7 maggio 2022, la seconda fase (play-off) si è svolta nel giugno 2022 ed ha decretato le due squadre promosse in Serie A1.
Le 24 squadre partecipanti erano suddivise in 2 giorni da 12 squadre Nord e Sud.
L'unica squadra retrocessa dalla Serie A1 2020-21 è stata la Florentia.

## Squadre partecipanti

### Girone Nord
| Club              | Città          | Piscina                                            | Stagione 2020-2021    |
| ----------------- | -------------- | -------------------------------------------------- | --------------------- |
| Arenzano          | Arenzano (GE)  | Piscina comunale                                   | in Serie A2 2020-2021 |
| Bogliasco         | Bogliasco (GE) | Piscina comunale "Gianni Vassallo"                 | in Serie A2 2020-2021 |
| Brescia           | Brescia        | Piscina comunale                                   | in Serie A2 2020-2021 |
| Camogli           | Camogli (GE)   | Piscina comunale "Giuva Baldini"                   | in Serie A2 2020-2021 |
| Como              | Como           | Piscina olimpica comunale                          | in Serie A2 2020-2021 |
| Crocera Stadium   | Genova         | PalaGym Crocera Stadium                            | in Serie A2 2020-2021 |
| De Akker Bologna  | Bologna        | Piscina Carmen Longo                               | in Serie A2 2020-2021 |
| Imperia           | Imperia        | Piscina Felice Cascione                            | in serie B 2020-2021  |
| Lavagna '90       | Lavagna (GE)   | Piscina comunale                                   | in Serie A2 2020-2021 |
| President Bologna | Bologna        | Piscina Carmen Longo                               | in Serie B 2020-2021  |
| Sturla            | Genova         | Piscina comunale "Gianni Vassallo" (Bogliasco, GE) | in Serie A2 2020-2021 |
| Torino '81        | Torino         | Palazzo del Nuoto                                  | in Serie A2 2020-2021 |

### Girone Sud
| Club              | Città              | Piscina                                     | Stagione 2020-2021    |
| ----------------- | ------------------ | ------------------------------------------- | --------------------- |
| Acquachiara       | Napoli             | Piscina Comunale (Santa Maria Capua Vetere) | in Serie A2 2020-2021 |
| Civitavecchia     | Civitavecchia (RM) | Stadio del Nuoto "Marco Galli"              | in Serie A2 2020-2021 |
| Canottieri Napoli | Napoli             | Piscina "Alba Oriens" (Casoria)             | in Serie A2 2020-2021 |
| CUS Palermo       | Palermo            | Piscina Comunale                            | in serie B 2020-2021  |
| Florentia         | Firenze            | Piscina Goffredo Nannini                    | in Serie A1 2020-2021 |
| Latina            | Latina             | Piscina Comunale (Anzio, RM)                | in serie B 2020-2021  |
| Muri Antichi      | Tremestieri Etneo  | Piscina di Nesima (Catania)                 | in Serie A2 2020-2021 |
| Olympic Roma      | Roma               | Foro Italico - Piscina dei "Mosaici"        | in Serie A2 2020-2021 |
| Roma Vis Nova     | Roma               | Piscina Comunale (Monterotondo, RM)         | in Serie A2 2020-2021 |
| Sori              | Sori (GE)          | Piscina Comunale                            | in Serie A2 2020-2021 |
| Tuscolano         | Roma               | Foro Italico - Piscina dei "Mosaici"        | in Serie A2 2020-2021 |
| Vela Ancona       | Ancona             | Piscina del Passetto                        | in Serie A2 2020-2021 |

## Play-off

### Tabellone 1
|  | Semifinali | Semifinali        | Semifinali       | Semifinali | Semifinali |  |  | Finale            | Finale            | Finale | Finale | Finale |  |
|  |            |                   |                  |            |            |  |  |                   |                   |        |        |        |  |
|  | 1N         | De Akker Bologna  | De Akker Bologna | 11         | 15         |  |  |                   |                   |        |        |        |  |
|  | 4S         | Muri Antichi      | Muri Antichi     | 5          | 9          |  |  | De Akker Bologna  | De Akker Bologna  | 13     | 8      | 10     |  |
|  | 2S         | Canottieri Napoli | 11               | 10         | 8          |  |  | Canottieri Napoli | Canottieri Napoli | 7      | 12     | 9      |  |
|  | 3N         | Camogli           | 7                | 16         | 7          |  |  |                   |                   |        |        |        |  |

### Tabellone 2
|  | Semifinali | Semifinali    | Semifinali    | Semifinali | Semifinali |  |  | Finale        | Finale        | Finale | Finale | Finale |  |
|  |            |               |               |            |            |  |  |               |               |        |        |        |  |
|  | 1S         | Roma Vis Nova | Roma Vis Nova | 10         | 17         |  |  |               |               |        |        |        |  |
|  | 4N         | Torino '81    | Torino '81    | 8          | 9          |  |  | Roma Vis Nova | Roma Vis Nova | 6      | 8      | 15     |  |
|  | 2N         | Bogliasco     | Bogliasco     | 9          | 10         |  |  | Bogliasco     | Bogliasco     | 4      | 10     | 16     |  |
|  | 3S         | Florentia     | Florentia     | 7          | 7          |  |  |               |               |        |        |        |  |